# Georg Kestel
Georg Kestel (* 22. November 1955 in Brauersdorf im Frankenwald) ist ein deutscher römisch-katholischer Geistlicher und Generalvikar im Erzbistum Bamberg.

## Leben
Georg Kestel besuchte das Franz-Ludwig-Gymnasium und das Erzbischöfliche Knabenseminar Ottonianum in Bamberg. Nach dem Abitur und dem Studium der Katholischen Theologie an der Universität Bamberg empfing Kestel am 25. Juni 1983 im Bamberger Dom die Priesterweihe durch Erzbischof Elmar Maria Kredel. Anschließend war er von 1983 bis 1986 Kaplan in Bad Windsheim und bis 1987 Kaplan in Staffelstein. Auf seinen Antrag hin erfolgte eine Freistellung für die Militärseelsorge zum 16. September 1987 als Standortpfarrer in Neuburg an der Donau und in Hammelburg. 1997 wurde Kestel Referatsleiter im Militärbischofsamt und Militärdekan. Am 1. April 2006 ernannte ihn Erzbischof Ludwig Schick zum Generalvikar für das Erzbistum Bamberg. Mit dem Rücktritt Schicks am 1. November 2022 erlosch auch Kestels Amt als Generalvikar. Kestel war dann Ständiger Vertreter des Diözesanadministrators Weihbischof Herwig Gössl. Am 3. März 2024 ernannte ihn Erzbischof Herwig Gössl nach seinem Amtsantritt erneut zum Generalvikar.

## Publikationen
- Ich glaube nix, mir fehlt nix! (= Briefe an Soldaten, 242). Hrsg. vom Katholischen Militärbischofsamt, Bonn 1994.
- Männer im Aufbruch? Die Masken der Männer, Mythos Männermacht?, www.emanzipation.de (= Zum Thema). Hrsg. vom Katholischen Militärbischofsamt, Bonn 1998.
- Gewissen, das gewisse Etwas in uns: Stirb, Tamagotchi, die verborgene Mitte, WWJD?, Kain, Abel und kein Ende? (= Zum Thema). Hrsg. vom Katholischen Militärbischofsamt, Bonn 1998.
- Mit Irmgard Mingers: Jahrtausendwende zwischen Zukunftsangst und Optimismus : UFO und Co. KG, Hellseher im Dunkeln, Apokalypse now? (= Zum Thema). Hrsg. vom Katholischen Militärbischofsamt, Bonn 1998.
- ... als wär’s ein Stück von mir – Kameradschaft: Löcher im Herze? ; fremd und ganz nahe ; zwei Jahre danach ; Bulle oder Bär? (= Zum Thema). Hrsg. vom Katholischen Militärbischofsamt, Bonn 2002.
- Josef – der neue Mann. In: Heinrichsblatt Nr. 51/52, Bamberg 22. Dezember 2013.

## Auszeichnungen
- Papst Johannes Paul II. verlieh ihm 1998 den Titel Kaplan Seiner Heiligkeit (Monsignore).
- Papst Benedikt XVI. verlieh ihm 2013 den Titel Päpstlicher Ehrenprälat